# Pritilata Waddedar
Pritilata Waddedar (Chatigão, 5 de maio de 1911 - 24 de setembro 1932) foi uma revolucionária indiana que lutava a favor da Independência da Índia. Foi integrante do Partido Revolucionário de Chatigão, e líder no ataque ao Pahartali European Club. Waddedar se tornou a primeira mulher mártir de Bengala e uma heroína contra o colonialismo britânico sobre a Índia.

## Biografia
Waddedar nasceu em 5 de maio de 1911, na vila de Dhalghat, em Chatigão, filha de Pratibha Waddedar e Jagabandhu Waddedar. Estudou o ensino médio na Dr Khastagir Government Girls' High School, em Chatigão; fez o ensino secundário no Eden College, em Daca; e, em 1929, se graduou em Filosofia na Bethune College, em Calcutá. Depois de formada, voltou para sua cidade natal e trabalhou como diretora da Nandankanan Aparnacharan School.
Durante seu período de estudos em Daca, foi membro da Deepali Sangha, grupo revolucionário que treinava mulheres para o combate e as elucidavam em assuntos políticos. Quando se mudou para Calcutá, foi aceita no Partido Revolucionário de Chatigão, chefiado por Surya Sen. Em 1930, após o ataque ao arsenal de Chatigão, os líderes homens do partido tiveram que se esconder; e Waddedar foi a responsável por coletar informações dos revolucionários presos disfarçados, distribuir panfletos revolucionários e coletar caixas de bombas. Conheceu Surya Sen, pessoalmente, no início de 1932, enquanto ele se refugiava na vila de Dhalghat. Reconhecendo a coragem e o senso de dever de Waddedar, a tornou líder nos planos de ataque aos ingleses em Chatigão. No dia 13 de junho, em Dhalghat, um incidente levou a uma troca de tiros entre o grupo de Waddedar e Surya Sen e a força militar, ocorrendo a morte do capitão Cameron. A polícia foi à casa de Waddedar para fazer uma busca, não encontrando indícios de sua participação no incidente, a deixaram em prisão domiciliar. Waddedar fugiu no dia 5 de julho de 1932 e as forças britânicas ofereceram uma recompensa de Rs. 500/- para quem a prendesse. Durante sua fuga, planejou um ataque aos britânicos, e, em 24 de setembro 1932, liderou um grupo de jovens em um ataque armado ao Pahartali European Club, um clube social que segregava a população, com uma placa proibindo a entrada de indianos. A intenção do ataque era matar um grande número de europeus que se encontravam no clube, em resposta ao massacre do governo britânico contra civis indianos, em Jalianwallabag. Durante o ataque, Waddedar foi ferida e não pode escapar; e para não ser pega pelo exército britânico, tomou uma pílula de cianeto, provocando sua morte.

## Pós morte

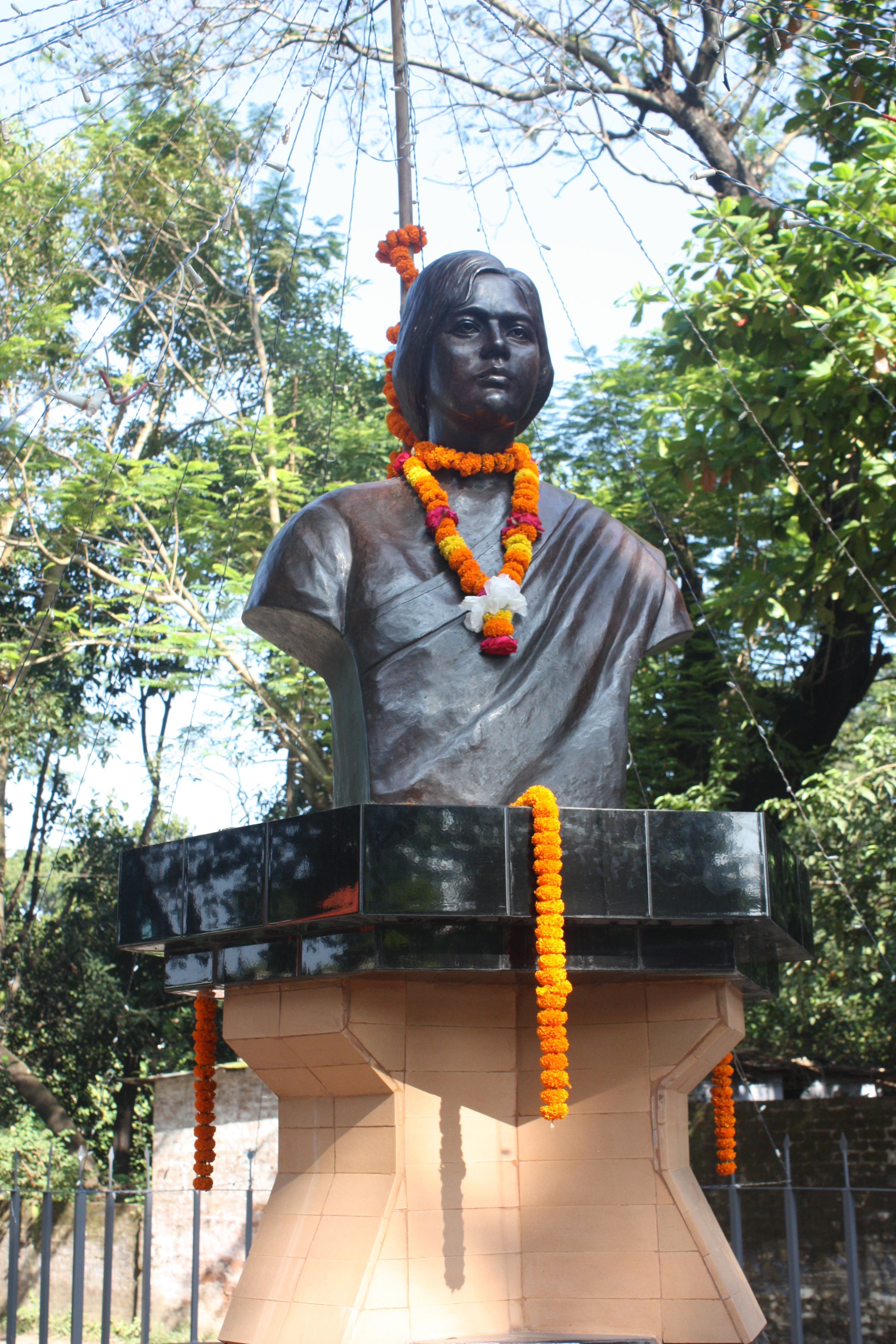
Busto de Pritilata Waddedar.

Em homenagem a Waddedar, em Chatigão, uma rua foi batizada com seu nome e instalaram uma escultura memorial de bronze, em frente ao local do antigo Pahartali European Club. Na vila de Dhalghat, instalaram um busto de Waddedar. E na Universidade de Chittagong e na Universidade de Jahangirnagar, dormitórios femininos receberam seu nome. Dois filmes foram baseados na vida de Waddedarː Birkonna Pritilata, feito pelo governo e estreado em 3 de fevereiro de 2023; e Bhalobasha Pritilata, de Selina Hossain, estreado em 5 de fevereiro de 2023, com a atriz Nusrat Imrose Tisha desempenhando o papel de Waddedar.